# Pterostegia drymarioides
Pterostegia drymarioides är en slideväxtart som beskrevs av Fisch. & Mey.. Pterostegia drymarioides ingår i släktet Pterostegia och familjen slideväxter. Inga underarter finns listade i Catalogue of Life.